# 아이폰 14 프로
아이폰 14 프로(iPhone 14 Pro)와 아이폰 14 프로 맥스(iPhone 14 Pro Max)는 애플이 설계하고 판매하는 스마트폰이다. 아이폰 13 프로와 아이폰 13 프로 맥스의 뒤를 잇는 16세대 플래그십 아이폰이다. 아이폰 14, 아이폰 14 플러스와 함께 2022년 9월 7일 미국 캘리포니아주 쿠퍼티노 애플 파크에서 열린 애플 행사에서 공개되었다.

## 역사
"Far Out" 이벤트 이전에 발표된 일부 루머에서 발견된 아이폰 13 프로 모델의 후속 모델은 올웨이즈 온 디스플레이에 LTPO 기술을 사용하여 메인 카메라의 메가픽셀을 12MP에서 48MP로 개선하고 노치 디스플레이에서 이미지를 다시 만들기 위해 개발을 시작했다.2021년 아이폰 13과 아이폰 13 프로와 함께 새로운 유형의 컷아웃 디스플레이에 도입되었다. 컷아웃 디스플레이의 많은 프로토타입 구조는 아이폰 13과 같이 좁은 노치 크기, "i" 모양, 알약 모양 등을 포함한다.
아이폰 14 프로, 아이폰 14 프로 맥스는 아이폰 14, 아이폰 14 플러스, 애플 워치 시리즈 8, 2세대 애플 워치 SE, 애플 워치 울트라, 2세대 에어팟 프로, 애플 피트니스+의 새로운 업데이트와 함께 9월 9일 캘리포니아 쿠퍼티노 애플 파크에서 촬영 및 녹화된 가상 언론 행사를 통해 공식 발표되었다. 7, 2022. 예약 판매는 9월 9일 오전 5시에 시작되었다. 가격은 아이폰 14 프로 999달러부터, 아이폰 14 프로 맥스는 1099달러부터 시작한다. 아이폰 14 프로와 아이폰 14 프로 맥스는 모두 9월 16일부터 출시된다.

## 디자인
아이폰 14 프로와 14 프로 맥스는 실버, 스페이스 블랙, 골드, 딥 퍼플의 4가지 색상으로 출시된다.
| 색상 | 이름          |
| ---- | ------------- |
|      | 실버          |
|      | 스페이스 블랙 |
|      | 골드          |
|      | 딥 퍼플       |

## 성능

### 하드웨어

#### 크기
아이폰 14 프로의 크기는 가로 71.5mm, 세로 147.5mm, 두께 7.85mm이다.
아이폰 14 프로 맥스의 크기는 가로 77.6mm, 세로 160.7mm, 두께 7.85mm이다.

#### 칩셋
아이폰 14 프로와 프로 맥스는 TSMC의 N4 제조 공정을 기반으로 제작된 새로운 A16 바이오닉 시스템 (SoC)을 특징으로 하며, 아이폰 13과 아이폰 13 프로 라인업, 아이폰 SE 3세대, 그리고 아이폰 14와 아이폰 14 플러스에서 볼 수 있는 A15 바이오닉을 대체한다.

#### 카메라
이 기기들의 후면 카메라 렌즈는 크기가 커졌는데, 4,800만 화소 센서가 특징이며, 2015년 이후 아이폰에 사용된 12MP 센서보다 4배 더 크다. 이를 통해 업계 시네마틱 모드 표준인 24fps의 2배 줌과 4k 비디오가 가능한 새로운 2배 망원 모드가 가능하다. 애플은 이제 더 나은 화질과 비디오 품질을 위해 새로운 "포토닉 엔진"을 사용하고 있으며, 비디오에는 이제 액션 모드라고 불리는 비디오 안정화 기능을 갖추고 있다. 전면 카메라에는 이제 자동 포커스가 적용되었으며, 세로 모드 촬영에서 여러 사람을 인식할 수 있다.

#### 디스플레이
아이폰 14 프로와 프로 맥스는 슈퍼 레티나 XDR OLED 디스플레이를 갖추고 있으며, 일반적인 1,000 니트, 1,600 니트 피크, 2,000 니트 야외 피크이다. 디스플레이는 LTPO 기술을 사용하여 120Hz의 리프레시 속도를 갖는다. 아이폰 14 프로는 460ppi에서 2556×1179 픽셀의 해상도를 가지고 있으며, 프로 맥스는 460ppi에서 2796×1290 픽셀의 해상도를 가지고 있다. 여러 언어와 문자를 동시에 표시할 수 있는 지문 저항성 올레포비아 코팅을 갖추고 있다. 두 모델 모두 "항상 디스플레이" 기능을 지원한다. 적응형 120Hz 리프레시 속도는 "Always On Display" 모드일 때 배터리 수명을 절약하기 위해 1Hz까지 줄일 수 있다.

##### Dynamic Island
다이나믹 아일랜드는 아이폰 X부터 시작된 이전 아이폰 모델에서 볼 수 있는 센서 '노치'를 재구성한 것으로, 아이폰 14 프로에서는 화면 상단에서 약간 분리된 컷아웃으로 이동했다. 하드웨어 및 시스템 수준 알림, 미디어 재생 데이터 및 애플이 라이브 액티비티라고 부르는 기타 앱별 기능과 같은 유용한 정보를 제공하도록 설계되었다. 이러한 아이콘은 센서의 양쪽에 확장으로 나타날 수 있으며 배경은 스크린의 검은 색과 일치하며 부드럽게 확장되는 것처럼 보인다. 다이나믹 아일랜드는 또한 더 넓은 아이폰 14 디스플레이로 확장될 수 있다. 예를 들어, 착신 통지는 센서에서 수평으로 뻗어나가는 배너에 나타나며, Face ID 표시기는 이전 모델처럼 디스플레이 중앙에 나타나지 않고 센서 컷아웃에서 수직으로 떨어진다.
다이내믹 아일랜드는 추가 세부 정보를 보기 위해 탭할 수도 있다. 예를 들어 지도 방향 또는 스포츠 점수 같은 진행 중인 활동은 해당 영역을 길게 눌러 확장할 수도 있다.

#### 배터리
충전 한 번으로 아이폰 14 프로는 최대 24시간, 프로 맥스는 최대 29시간동안 동영상을 재생할 수 있다.

### 소프트웨어
아이폰 14와 14 플러스처럼, 14 프로와 프로 맥스는 iOS 16이 탑재된다. 모든 아이폰 14 프로 사용자들은 카메라 버그가 보고되자마자 iOS 16.0.1로 업데이트해야 했다.